# Pterocarpus indicus
Espèce
Classification APG III (2009)
Statut de conservation UICN

 EN  : En danger
Pterocarpus indicus est une espèce de plantes à fleurs de la famille des Fabacées. C'est un arbre appelé amboine (du nom de l'île où il a été découvert), mais aussi bois de rose de Birmanie, santal rouge, ou sang-dragon. Son bois est utilisé en coutellerie d'art, notamment sa loupe, pour les manches des couteaux et pour le plaquage au début du XXe siècle, notamment à l'époque art déco.
C'est l'arbre officiel de la province de Phuket, en Thaïlande. C'est aussi l'arbre urbain le plus présent et le plus planté à Bangkok, ce qui est une source de risque d'épidémie en cas d'apparition de phytopathogène hautement pathogène pour l'espèce.

## Galerie d'images

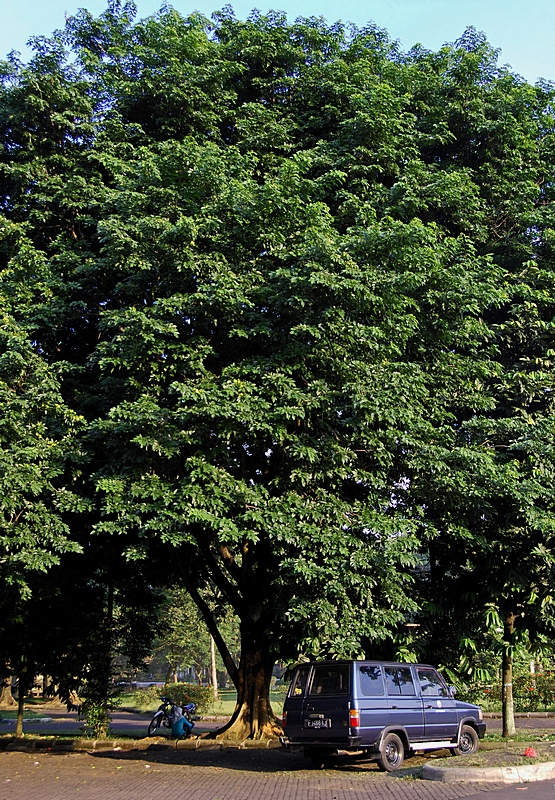
Vue générale.
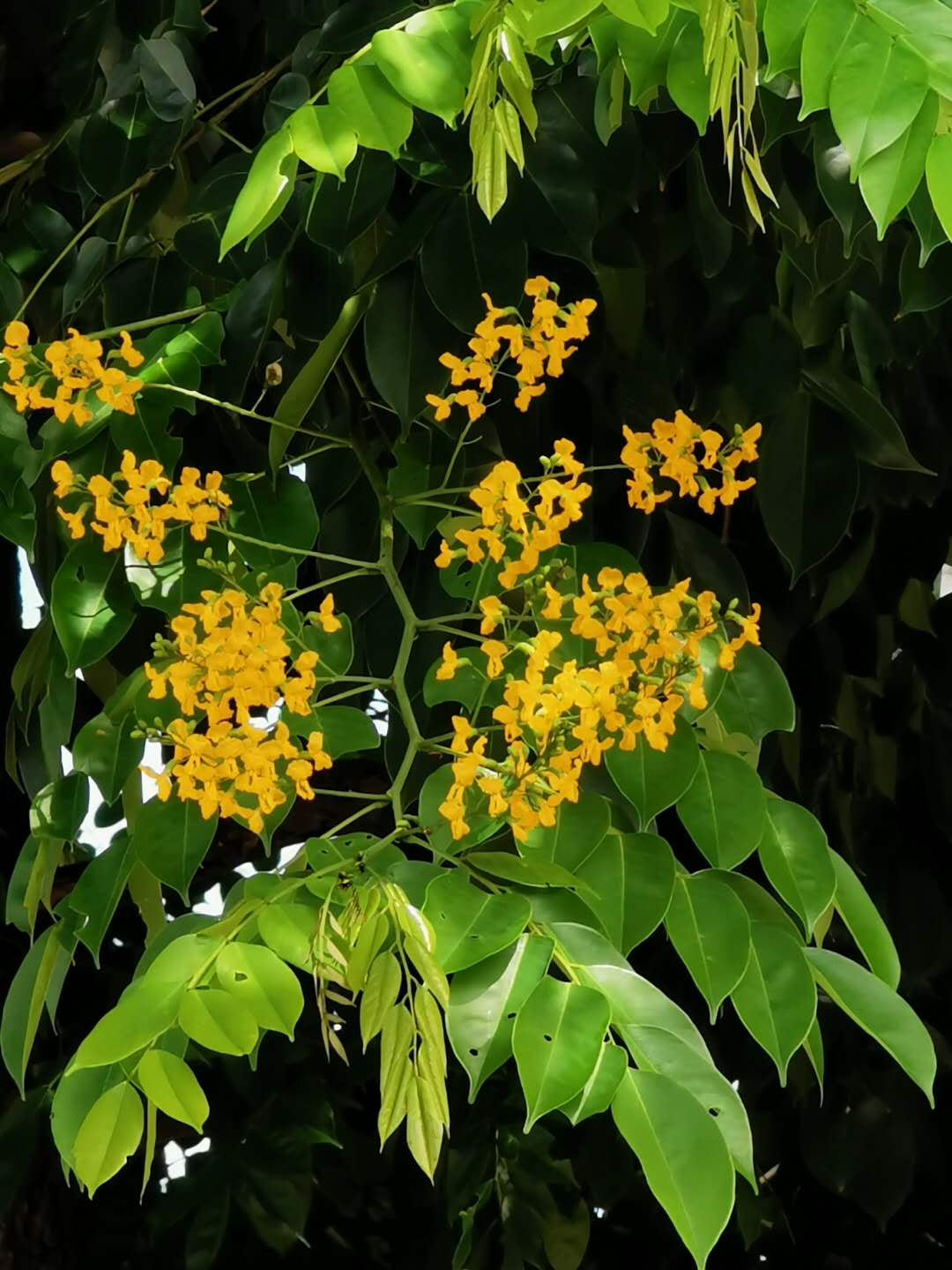
Arrangement de tige de fleurs.
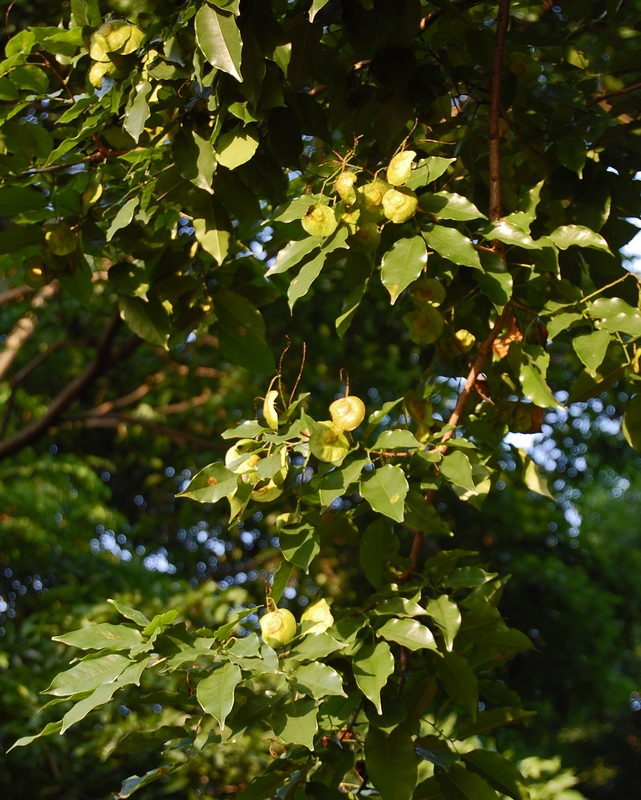
Feuillage.
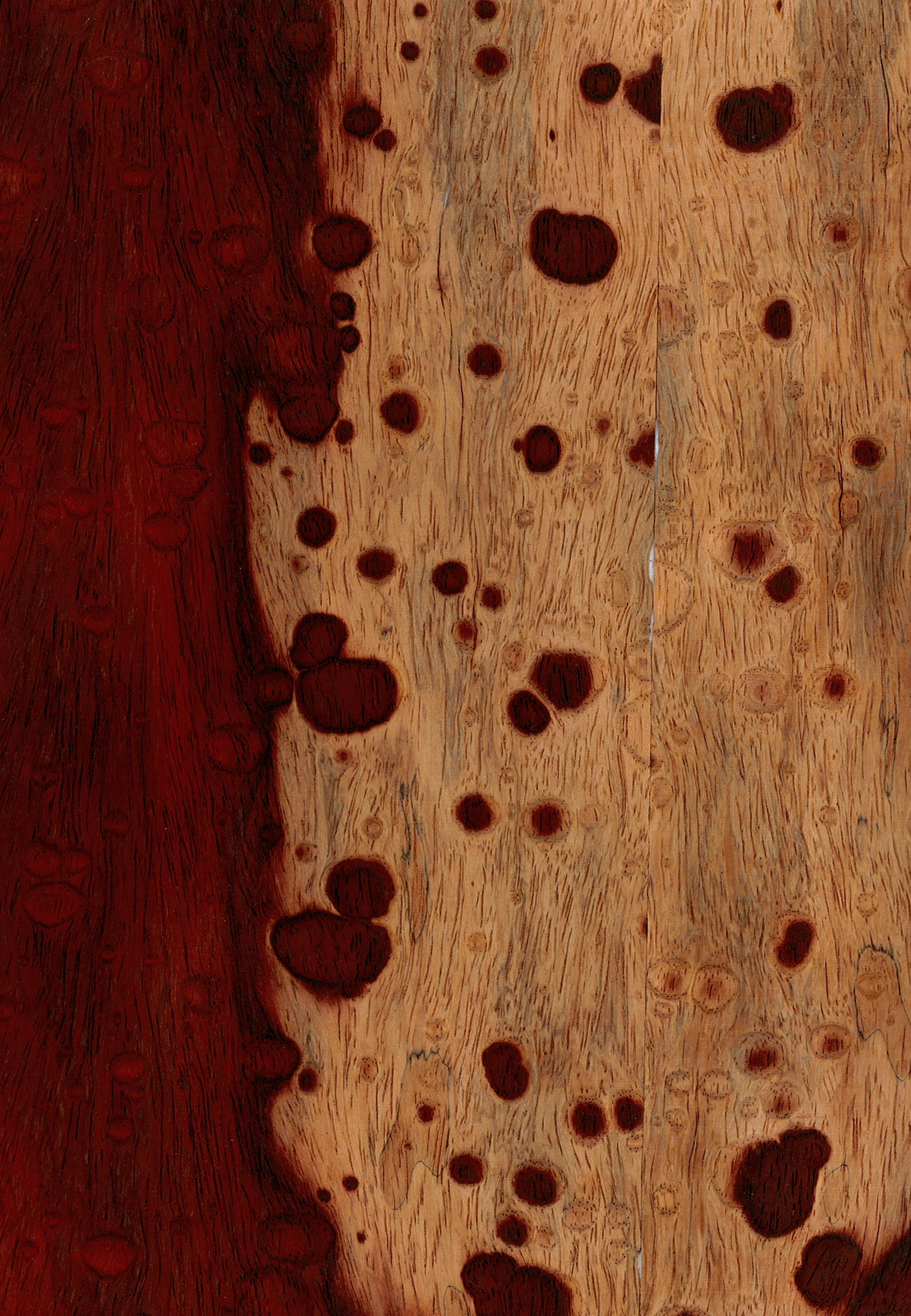
Bois.